# 徐憲文
徐憲文（？—？），山东滕县人，清朝政治人物。进士出身。
乾隆五十五年（1790年）庚戌恩科進士。嘉庆十二年署福建龍巖州知州一职，嘉庆十二年由郭正谊接任。嘉慶十八年（1813年），任臺灣府海防兼南路理番同知。